# Powiat

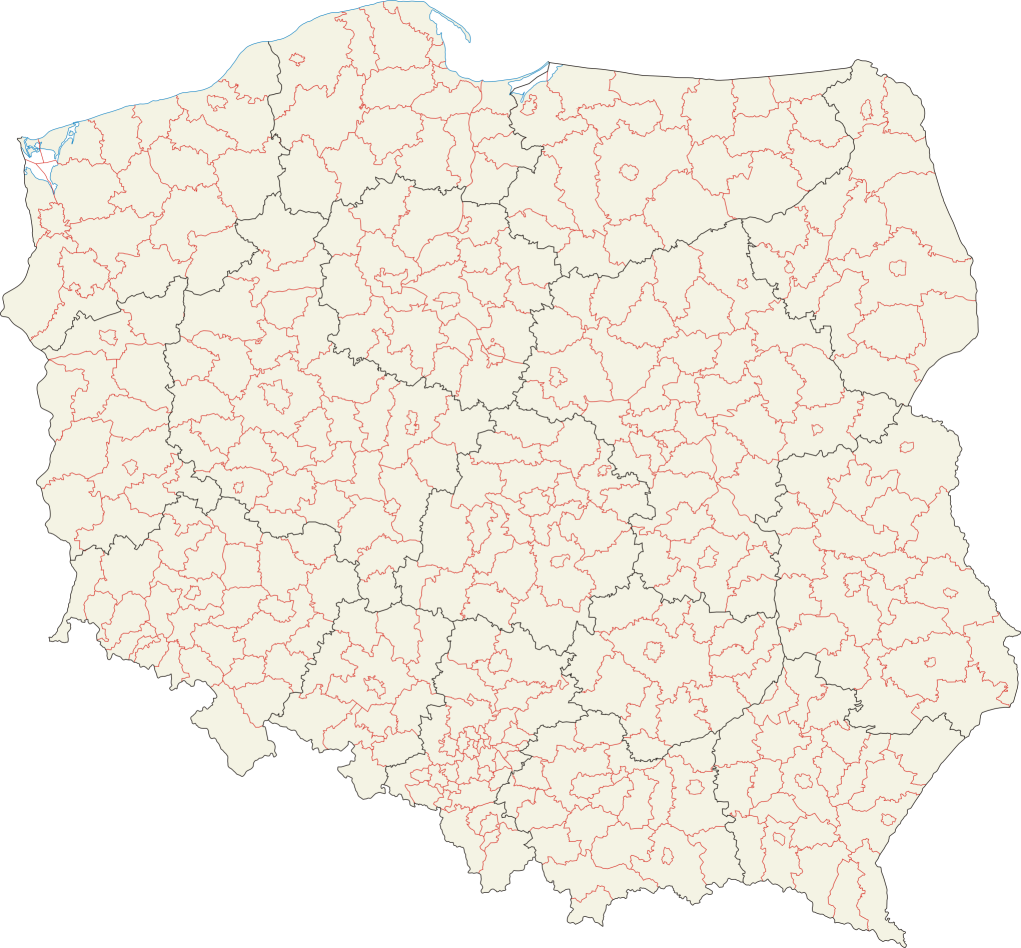
Polens powiaty och vojvodskap (röda resp. grå gränslinjer).

Powiat (plural på polska: powiaty) är en administrativ indelning av områden i Polen som utgör en form av sekundärkommun och närmast kan översättas till distrikt, ungefär motsvarande en tysk Landkreis eller de svenska regionerna. Dessa ingår i landets 16 olika vojvodskap, som är den högsta nivån av administrativa provinser i Polen. Det finns 379 powiater i Polen, varav 65 utgörs av städer. Högsta beslutande organ utgörs av ett direktvalt råd (rada powiatu). Högsta verkställande organ är en starosta (ung. "ståthållare") som väljs av rådet och leder distriktsstyrelsen, starostwo.
Powiater underindelas i sin tur i olika typer av primärkommuner (gmina), med undantag för städer med powiatstatus som bara består av en stadskommun. Ett powiat består i allmänhet av mellan 5 och 15 kommuner.
En stad med powiatstatus (polska: miasta na prawach powiatu) är en större stad som i sig själv utgör ett eget powiat och som inte är underställd andra omgivande powiater. Det finns 65 städer med powiatstatus i Polen. Sådana städer har inte separata organ för powiatärenden, utan dessa hanteras av stadsförsamlingen (rada miasta) och den direkt valde borgmästaren eller stadspresidenten (burmistrz eller prezydent).
Powiater ansvarar för:
- utbildning på högstadie- och gymnasienivå
- hälsovård
- allmänna kommunikationer
- underhåll av vissa regionala vägar
- lantmäteri
- arbetstillstånd för utlänningar
- bilregistret

Powiater som administrativ enhet avskaffades i Folkrepubliken Polen 1975 men återinfördes i en större administrativ reform 1999, då samtidigt de nuvarande 16 vojvodskapen skapades.